# رابرت بژرو
رابرت بژرو (انگلیسی: Robert Begerau؛ زادهٔ ۱۷ ژوئیهٔ ۱۹۴۷) بازیکن فوتبال اهل آلمان است.
از باشگاه‌هایی که در آن بازی کرده‌است می‌توان به باشگاه فوتبال فورتونا دوسلدورف اشاره کرد.